# Lisa-Christina Persson
Sara Lisa Kristina ("Lisa-Christina") Persson, född Sjödin 30 september 1920 i Ramsele i Ångermanland, död 21 november 2017 i Bodums distrikt i Strömsunds kommun, var en svensk bibliotekarie och översättare av barnböcker.

## Skrifter
- Alla tiders ungdomsböcker: ett urval böcker (ålder 2–18 år) (1954)
- Translation of children's books (edited by Lisa-Christina Persson, Bibliotekstjänst, 1962)

## Översättningar (urval)
- Brian Wildsmith: Den lille ankungen (Bergh, 1972)
- Grete Janus Hertz: En grå elefant (Bare jeg havde en grå elefant) (Carlsen/if, 1973)
- Margaret Bloy Graham: Buster och den skällande papegojan (Benjy and the barking bird) (Carlsen/if, 1973)
- Graham Greene: Det lilla tåget (The little train) (Bergh, 1974)
- Wanda Gág: Miljoner katter (Millions of cats) (Carlsen/if, 1986)

## Priser och utmärkelser
- Gulliverpriset 1974

## Fotnoter
1. ↑  Sveriges befolkning 1990
2. ↑  Dödsannons Familjesidan.se